# Gouttières (Puy-de-Dôme)
Gouttières è un comune francese di 369 abitanti situato nel dipartimento del Puy-de-Dôme nella regione dell'Alvernia-Rodano-Alpi.

## Società

### Evoluzione demografica
Abitanti censiti